# Василий, архиепископ Новых Патр
Васи́лий (греч. Βασίλειος; X век) — христианский греческий писатель-богослов, экзегет, архиепископ Новых Патр (греч. Νέων Πατρών). 
О жизни Василия ничего неизвестно. Сочинения Василия это 96 толкований к трудным местам Священного Писания, составленные в форме вопросов и ответов (греч. ἐρωταποκρίσεις); а также один комментарий к Пророкам, в котором автор объясняет христологический смысл Священного Писания. В 111 томе Греческой патрологии изданы только небольшие фрагменты комментария Василия к книгам ветхозаветных пророков с анонимным введением к нему.